# Gnophos cinerascens
Gnophos cinerascens là một loài bướm đêm trong họ Geometridae.